# 亨利十五世 (羅伊斯-洛本施泰因)
亨利十五世（德語：Heinrich XV，1674年9月24日—1739年5月12日），羅伊斯-洛本施泰因伯爵，1710年至1739年在位。

## 家庭
1701年，亨利與鄂圖·路德維希·馮·舍恩貝格-哈滕施泰因的女兒恩妮絲汀·艾蕾諾爾（Ernestine Eleonore）結婚，兩人共有3子7女：
1. 亨利二世（1702年—1782年）
2. 克莉絲汀·索菲（1704年—1773年）
3. 亨利三世（1704年—1731年）
4. 亨麗埃特·艾蕾諾爾（1706年—1762年）
5. 路易絲·威廉明妮（1707年—1733年）
6. 亨利七世（1708年—1733年）
7. 克莉絲汀·特蕾莎（1709年—1777年）
8. 瑪麗亞·瑪格達列娜（1713年—1771年）
9. 瑪麗亞·阿爾貝汀（1717年—1774年）
10. 恩妮絲汀·弗蕾德里克（1718年—1776年）